# A Far Cry from Home
A Far Cry from Home è un album dal vivo del gruppo musicale statunitense Finch, pubblicato nel 2009.

## Tracce
1. Daylight – 4:41
2. Grey Matter – 2:43
3. Insomniatic Meat – 4:16
4. Revelation Song – 3:25
5. Worms of the Earth – 3:01
6. Letters to You – 3:21
7. Post Script – 3:19
8. Piece of Mind – 3:06
9. Bitemarks and Bloodstains – 4:57
10. From Hell – 4:22
11. Three Simple Words – 4:00
12. Dreams of Psilocybin – 3:32
13. Perfection Through Silence – 3:38
14. Ink – 3:47
15. Chinese Organ Thieves – 6:34
16. Ender – 7:18
17. Miro – 3:23
18. Stay with Me – 4:36
19. What It Is to Burn – 5:11

## Formazione
- Nate Barcalow – voce
- Randy Strohmeyer – chitarra, cori, sample
- Alex Linares – chitarra
- Drew Marcogliese – batteria
- Daniel Wonacott – basso, cori